# Зангезурский хребет
Зангезу́рский хребет (азерб. Zəngəzur silsiləsi; арм. Զանգեզուրի լեռնաշղթա) — горный хребет на Закавказском нагорье (во внутренней части, относящейся к Армянскому нагорью). Длина — около 130 км. Протягивается меридионально от междуречья рек Тертер и Арпа (севернее истока Воротана) до долины Аракса, образуя в своей южной части границу между Арменией и Нахичеванской Автономной Республикой. На территории Ирана продолжением хребта является хребет Карадаг.
Наивысшая точка — гора Капутджух (3904 м), кроме того, выделяются горы Сискатар (3827 м), Наапет (3510 м), Ернджак (3362 м)[где?], Шаапонк (3204 м), Салвард (3167 м), Гохтансар (Союх) (3144 м), Айрисар (3125 м).
Является водоразделом бассейнов рек, текущих на запад (Масрик, Арпа, Нахчыванчай, Алинджачай и Гилянчай) и на восток (Тертер, Воротан, Вохчи и Мегри).
Хребет асимметричен: южные и западные склоны более круты и скалисты, в то время как восточные склоны имеют умеренный уклон и ступенчато спускаются к долине реки Воротан.
По особенностям рельефа хребет можно разделить на северную и южную части. Северная часть сравнительно невысока (средняя высота около 2800 м), имеются легкопроходимые перевалы (Воротанский 2344 м, Сисианский 2347 м). Южная половина хребта горстообразно поднята. Здесь расположены главные вершины, распространены кары, троговые долины, каменные нагромождения. Днища части кар заняты озёрами (Газан, Капутан, Каджаранц, Капуйт). От южной части Зангезурского хребта ответвляются его отроги — Баргушатский и Мегринский хребты. Между этими двумя хребтами тянется Хуступ-Катарский дугообразный хребет.
Хребет сложен, в основном, гранитами и гранодиоритами. Имеются месторождения медных и молибденовых руд.
В предгорьях хребта расположен город Ордубад.